# Masmughans de Dunbawand
Els masmughans de Dunbawand foren una dinastia zoroastriana que els àrabs van trobar a la regió de Dunbawand al nord de Rayy.
Friedrich von Spiegel té la teoria que foren descendents dels prínceps sacerdots de Rayy coneguts per l'Avesta però Marquart ho nega per referir-se l'Avesta a un temps anterior, i considera que eren una branca dels bawàndides: Baw el fundador era un home molt pietós i a la caiguda de Isdigerdes III es va retirar al temple del seu pare i, per tant, era un mag i pare també del màrtir cristià Anastasi fill d'un Baw que era "mestre de ciències màgiques"; segons Marquart els bawandides apareixen quan desapareixen els masmughans.
La primera menció històrica d'un masmughan la fa at-Tabarí amb relació a la conquesta de Rayy per Nuaym ibn Mukarrin suposadament el 642 o 643. Els masmusghans sembla que llavors eren feudataris de Gil Gawbara ibn Gilanshah (640-660), origen de les dinasties dels dabúyides i baduspànides, del qual es creu que reconeixien la seva preeminència. Marquart pensa que la conquesta de Rayy no va passar fins al 716 o 717. El senyor de Rayy (rei si els fets són del 716) Siyawakhx ibn Mihran ibn Bahram-Čubin va rebre reforços del Dunbawand però després de ser derrotat, el masmughan va signar la pau amb els àrabs a canvi d'un tribut de 200.000 dinars a l'any. El masmughan es deia Mardan Shah i governava Danbuwand, Khwar, Laridjan (anomenat com Lariz) i Shirriz. El país incloïa la muntanya Damawand, i apareix esmentat també com Duba-wand (País del clan Duba?). La capital estava segurament a Mandan però després de la conquesta àrab només apareixen Wima i Shalamba (aquesta al sud de la moderna població de Damawand).
El 748/749 Abu-Múslim va voler sotmetre al masmughan però el seu general Musa ibn Kab fou emboscat per les forces locals que gaudien de l'avantatge del terreny i van haver de tornar a Rayy. El 758/759 a causa de les disputes entre el masmughan Abarwiz ibn al-Masmughan i un germà, el sobirà es va retirar al territori musulmà i es va sotmetre al califa que li va donar una pensió. A causa d'una prova de valor va rebre el nom i títol d'al-Masmughan Malik ibn Dinar, masmughan de Dunbawand. Hauria aconsellat el nomenament del general Úmar ibn Ala per dirigir l'expedició contra el Tabaristan. En abandonar el país (758/759) el tron havia passat al seu germà (de nom desconegut) que poc després estava en guerra amb el seu sogre l'ishpabadh Khurxid del Tabaristan i va fer les paus amb aquest quan va saber de l'expedició abbàssida. Els àrabs van derrotar a l'ishpabadh i després al masmughan i els van fer presoners junt amb les filles Bakhtariya i Smyr (o Shakla) una que fou esposa d'al-Mahdi i l'altra fou umm wàlad d'Ali ibn Rayta. Un dels relats de la campanya diu que les dues eren filles del masmughan i que aquest fou executat però hi ha elements que plantegen alguns dubtes. Encara que el país es va desestructurar els descendents del masmughan van conservar influència (segurament no el poder) a la regió durant molt de temps.